# Ästhetik der Tierwelt
Das 1908 veröffentlichte Traktat Ästhetik der Tierwelt ist das letzte große, wissenschaftliche Werk des Zoologen und Naturforschers Karl August Möbius. Es handelt sich hierbei um die Verschriftlichung und Weiterführung seiner von 1896 bis 1907 gehaltenen Vorlesung „Die ästhetische Betrachtung der Thiere“ an der Universität in Berlin.
Ziel des Traktes ist es, mit Hilfe der Naturwissenschaft, die im 19. Jahrhundert zur Kernwissenschaft des Zeitalters wird, ein ureigenes philosophisch-literarisches Thema zu durchdringen, indem die Ästhetik der Natur ergründet wird und ästhetische Urteile neben ihrer subjektiven Komponente auf eine, durch Beweise nachprüfbare, objektive Ebene überführt werden.

## Ästhetik
Bis zum 19. Jahrhundert ist es allein die Wissenschaft der Philosophie, die sich mit dem Begriff der Ästhetik auseinandersetzt. Dabei stellen die überlieferten philosophischen Systeme das Kunst- vor das Naturschöne und räumen der Natur somit eine der Kunst untergeordnete ästhetische Wertigkeit ein. Mit dem Aufkommen neuer naturwissenschaftlicher Erkenntnisse und den damit verbundenen technischen Errungenschaften im 19. Jahrhundert (siehe auch: Industrialisierung) erlangt die Naturwissenschaft das Selbstbewusstsein das Primat des Kunstschönen anzuzweifeln.

## Form des Werkes
Möbius folgt in diesem Werk einer streng systematisch konzipierten Ausarbeitung einer Tierästhetik. Während er sich in älteren Studien vor allem auf die ästhetische Bedeutung von Tieren konzentriert, ist ihm bei dieser Ausarbeitung sehr an einer streng wissenschaftlichen Ableitung gelegen. Dementsprechend ist ein Ziel dieser Arbeit, dass die Beweisführung von ihren Voraussetzungen bis hin zu ihren Ergebnissen nachvollziehbar sei.
Das Werk beinhaltet eine Fülle biologischer, psychologischer, geographischer, ästhetischer und kunstwissenschaftlicher Fachliteratur mit Bezügen zu Schriften philosophischer Autoren. Darüber hinaus bietet das Werk eine große Auswahl an eigenen Skizzen, Kollektaneen und Vorlesungsmanuskripten, wie auch zahlreiche Illustrationen der Tiere, die es dem Leser möglich machen sollen, die Thesen selbstständig nachzuvollziehen.
Möbius legte großen Wert auf eine gründliche Näherung an den philosophischen/kulturgeschichtlichen Gegenstand der Ästhetik, weshalb das Traktat nicht zur populärwissenschaftlichen Literatur zählt, sondern vielmehr ein Handbuch einer eigenen zoologischen Spezialdisziplin darstellt, das für ein akademisch geschultes Publikum intendiert ist.

## Einleitung zum Werk
Möbius beginnt sein Werk mit der Behauptung, dass ein Tier dann schön sei, wenn der Anblick, die Farbe, die Gestalt und die Bewegung die Aufmerksamkeit eines Anschauenden fesselt. Erst dadurch, dass ein Tier gefällt, erhalten seine Eigenschaften einen Schönheitswert. Denn wären seine Formen, Farben und Bewegungen an sich schön, müssten sie allen gleichermaßen gefallen. Doch dieses Szenario, bei dem sich alle über die Schönheit einer Sache einig sind, könnte es niemals geben.
Daraus leitet Möbius ab, dass der Grund für die Schönheit bzw. Hässlichkeit einer Sache weder ganz im Gegenstand zu finden sei, noch ganz im Auge des Betrachters liegt, sondern eine Mischung aus beidem ist:

„Unsere Urteile über die Schönheit und Hässlichkeit der Tiere entspringen, wie alle ästhetischen Urteile über Gegenstände der Natur und Kunst, aus vielfach zusammengesetzten Wahrnehmungen äußerer Erscheinung und aus anderen geistigen Tätigkeiten. Alle ästhetischen Urteile haben besondere objektive und subjektive Grundlagen.“

Aufbauend auf dieser Grundlage formuliert Möbius seine Kategorien einer Naturästhetik.

## Kategorien der Möbiusschen Naturästhetik

### Die ästhetische Einheit
Schon Goethe schrieb an C. G. Körner: „Der reine ästhetische Effekt entspringt nur aus dem Gefühl des Ganzen.“ Gleichermaßen formuliert Möbius, dass ein Gegenstand, der uns ästhetisch fesselt, auf uns als eine von seiner Umgebung abgesondert vorgestellte Einheit verschiedenen Inhaltes wirkt.
Zum Beispiel nehmen wir einen Baum als Einheit von Stamm, Zweigen und Blättern wahr oder einen Wald als Einheit aller von unserem Blick umfassten Bäume. Auch Teile eines Ganzen können, für sich betrachtet, als ästhetische Einheit gefallen, wie zum Beispiel der ausgebreitete Schwanz eines balzenden Pfauhahns.

### Gesetzmäßigkeit des Schönen
Durch die Unterlegung einer Gesetzmäßigkeit in der Ästhetik schafft es Möbius, den Begriff des Schönen anhand naturwissenschaftlicher Kategorien zu bearbeiten. Dabei dient ihm die wissenschaftliche Gesetzmäßigkeit (Gesetz der verglichenen Erscheinungen), die hervorgeht aus der Beobachtung ähnlicher, miteinander verglichenen Erscheinungen, die in der Natur und im Menschenleben immer wiederkehren.
Diese setzt er in Bezug zur ästhetischen Gesetzmäßigkeit, die das Gesetzmäßige in eigentümlicher, individueller Erscheinungsweise darstellt und somit eine individuelle Ausprägung des Gesetzes ist und deshalb einen ästhetischen Genuss darstellt.
Sogar im Weg zu einem ästhetischen Urteil liegt eine Gesetzmäßigkeit verborgen. Auf die gleiche Weise, wie ein Kind eine Sprache erlernt, erlernt es ästhetisch zu urteilen:

„Das Kind handelt also nach Gesetzen, die es durch sinnliche Wahrnehmung kennen gelernt hat. Es urteilt auf Grund dieser Gesetze, obgleich es sich ihrer als eigener Denkobjekte in abstrakter Form nicht bewusst ist.“

Jeder Mensch geht einen Vorbildungsweg zum Genuss des Schönen. Und jene Menschen, die eine Begabung für die Ästhetik zu haben scheinen, wie zum Beispiel Maler, Bildhauer und Dichter, haben keine anderen Sinnespforten für äußere Erscheinungen als normale Menschen. Demnach gibt es kein Genie, das Gesetze erfindet, sondern nur einen Künstler, der das Gesetzmäßige des Naturgegenstandes entdeckt und es so scharf veranschaulicht in seinen Werken, dass es für alle sichtbar wird.
Das hat zur Folge, dass kein menschlicher Geist Kunst- und Gedankenwerke unmittelbar durch innere Anschauung/Intuition und ohne äußere Wahrnehmung erzeugt. Nur so rücken die Werke der Genies der Wissenschaft und Kunst nicht ins Unbegreifliche und nur durch die Gebundenheit an äußere Wahrnehmung ist die Möglichkeit an einen ästhetisch genießenden Beobachter, der in den Werken das Schöne erkennt, gegeben.

### Die Besonderheit des Schönen
Möbius sieht demnach die Besonderheit des Schönen darin, dass es zwar in eine Gesetzmäßigkeit der Natur eingebunden ist, jedoch in der Form, dass es eine einmalige, individuelle Ausprägung dieses Gesetzes darstellt:

„Die Schönheit eines Gegenstandes beruht auf eigener besonderer Beschaffenheit gesetzmäßiger Eigenschaften, die in keinem anderen Gegenstande genauso wiederkehrt, wie sie in ihm verwirklicht ist.“

Dabei unterliegt die Besonderheit des Schönen einem Konzept von Freiheit, das keine grundlose, eigene, freie Wahl der eigentümlichen Verwirklichung des Gesetzmäßigen meint, denn dadurch wäre die Ursache seines Daseins wissenschaftlich unerklärlich und würde ins Mystische übergehen. Die Einzigartigkeit des Schönen unterliegt vielmehr einem Konzept von Freiheit, wie es auch Schelling und Theodor Lipps attestiert haben:

„Schön nennen wir eine Gestalt, in deren Entwurf die Natur mit der größten Freiheit und in den Grenzen der strengsten Notwendigkeit und Gesetzmäßigkeit gespielt zu haben scheint.“

„Die schöne Natur ist Symbol der Freiheit. Und dieweil sie das ist, ist sie schön. In dieser Freiheit ist alles andere eingeschlossen: die Kraft und der Reichtum der Betätigung, der Aktivität, und die Einheit des Individuums, die für alles dieses die Grundlage bildet.“

Die Freiheit der besonderen Ausprägung des Schönen ist daher so verstehen, dass sie als besondere Wirkungsgebilde des Weltganzen auftreten, die zu gleicher Zeit nicht auch andere gleichartige Bildungen einnehmen können. Die Besonderheit definiert sich als das nur ihnen eigene Entstehen und Wirken als ein Glied des Naturganzen. Dabei ist kein Glied des Weltganzen völlig frei von allen Einwirkungen der anderen Glieder mit denen es zusammenhängt. Seine Eigenschaften sind das Produkt des Zusammenwirkens örtlich und zeitlich bestimmter Umstände und definieren sich erst durch die Differenz zu den Eigenschaften anderer Glieder.
In der ästhetischen Wahrnehmung werden beide Richtungen, nämlich die Suche nach dem Einzelnen und nach dem gesetzmäßigen Zusammenhang im Eigentümlichen befriedigt:

„In den besonderen vergänglichen Erscheinungen schauen wir unmittelbar mühelos Gesetzliches, Ewiges an.“

Ein Paradoxon, das Möbius dadurch löst, indem er postuliert, dass das Schöne nur in erster Instanz Besonderes und Vergängliches ist. Und dieses bewegt sich im Rahmen des Gesetzlichen und Ewigen.

### Ästhetische Einfühlung
Mit dem Begriff der ästhetischen Einfühlung, der auf Theodor Lipps zurückgeht, meint Möbius das Zusammensein mit der Natur, in dem man, versenkt in das Wahrnehmen der äußeren Erscheinungen, mit dieser zugleich auch das eigene ganze innere Sein genießt. Es beschreibt einen Zustand, in dem die Erscheinungswelt gleichgesetzt wird mit der Gemütswelt. Hierbei rekurriert Möbius auf die Vorstellung Lipps, nach der die ästhetische Relevanz eines Tieres darin besteht, dass es den Wahrnehmenden auf Grund seiner Reize veranlasst, sich überhaupt in das Tier einzufühlen. Dabei lässt einerseits die Psyche die Vorstellung zu, dass Tiere beseelt sind, weil wir es so von uns kennen, andererseits wirkt das Tier mit seinen eigenen, spezifischen Eigenschaften auf den Wahrnehmenden ein. Friedrich Theodor Vischer beschreibt daher diesen Gemütszustand als das Einfühlen der Seele in unbeseelte Formen.
Möbius knüpft hier an, wenn er sagt, dass wir in die Tiere, die uns ästhetisch fesseln, unsere eigenen Gefühle des Ruhens und Bewegens, unsere Empfindungen des Druckes fester und weicher Stoffe, des Glatten und Rauen, des Hellen, Dunkeln und der Farbe, eben sinnliche Empfindungen versetzen, jedoch in abgeänderter und abgeschwächter Form.
Demnach ist der ästhetische Genuss ist für Möbius, wie für Lipps, eine psychologische Tatsache, denn was ästhetisch auf uns einwirkt, ist zwar sinnlich wahrnehmbar, aber das Gefallen oder Missfallen des Wahrgenommenen ist ein Akt, ein Zustand unseres Geistes.

### Wert der ästhetischen Urteile
Möbius ist sich, obwohl er sehr viel Wert auf die Überprüfbarkeit seiner Aussagen über die Ästhetik legt, über die mangelnde Überzeugungskraft ästhetischer Urteile im Bezug zu mathematischen sehr wohl im Klaren. Dies führt er zurück auf den Umstand, dass mathematische Urteile unabweisbar für jeden sind, der sie verstehen kann, weil sie reine Gedanken postulieren. In ästhetischen Urteilen wird dahingegen die Wirkung eines angeschauten Gegenstandes auf Geist und Gemüt des Wahrnehmenden ausgesprochen. Somit hängt das Urteil nicht nur von der wahrgenommenen gesetzmäßigen und der besonderen Beschaffenheit des Gegenstandes ab, sondern von dem Bildungsgrade und der momentanen Gemütsstimmung des Wahrnehmenden ab. Hieraus resultiert die Überzeugungsschwäche der ästhetischen Urteile für andere Menschen, da sie Zustände des Genießens und Missfallens ausdrücken, die keine Wissenschaft beschreiben kann.

### Textausgaben
Möbius, Karl August: Ästhetik der Tierwelt. Franz Steiner Verlag, Jena 1908, ISBN 978-3-515-09281-4.

### Sekundärliteratur
Kockerbeck, Christoph: Die Schönheit des Lebendigen: ästhetische Wahrnehmung im 19. Jahrhundert. Boehlau Wien Verlag, Wien/Köln/Weimar, 1997, ISBN 978-3205987550.